# Бирюков, Василий Яковлевич
Василий Яковлевич Бирюков (9 августа 1915 года, Аксеново, Московская губерния — 14 апреля 1993, Раменское, Московская область) — советский военнослужащий, майор, участник трёх войн. Герой Советского Союза.

## Биография
Василий Бирюков родился в семье русского крестьянина. Получив неполное среднее образование, работал объездчиком Раменского лесхоза. В рядах Красной Армии — с 1936 года. В 1938 году воевал у озера Хасан. Участвовал в советско-финской войне 1939—1940 в качестве пулеметчика. В 1940 году окончил курсы младших лейтенантов, в 1944 году — Высшую офицерскую школу в Москве.
Член КПСС с 1942 года.
Первый бой в Великую Отечественную войну принял под Смоленском. Был контужен. После госпиталя был послан в составе кавалерийской дивизии под Сталинград. Зимой, переплыв Дон, кавалерийский полк Бирюкова участвовал в окружении противника и способствовал операции по уничтожению армии Паулюса. В 1944 году Бирюков с своим эскадроном освобождал концентрационный лагерь Майданек.
Заместитель командира 52-го гвардейского кавалерийского полка (14-я гвардейская кавалерийская дивизия, 7-й гвардейский кавалерийский корпус, 1-й Белорусский фронт) гвардии майор Бирюков, командуя двумя кавалерийскими эскадронами, умело организовал их взаимодействие, с боем 29 января 1945 года форсировал Одер, первым достиг траншеи противника и прочно занял плацдарм в районе населенного пункта Приттаг (ныне Пшиток, 8 км северо-восточнее г. Зелёна-Гура, Польша). В этом бою группой было уничтожено до 2 рот вражеских солдат и офицеров, захвачены военные трофеи. Звание Героя Советского Союза присвоено 27 февраля 1945 года.
28 апреля 1945 год Бирюков едва избежал покушения. Цитата из донесения начальника политотдела 7-го гвардейского кавалерийского корпуса начальнику Политуправления 1-го Белорусского фронта о фактах враждебного отношения немецких граждан к советским военнослужащим:
28 апреля немец-мужчина из окна дома в освобожденной части города Ратенова пытался убить из пистолета Героя Советского Союза зам. командира 52-го гв. кавполка гв. майора Бирюкова, проходившего по улице. Бдительность следовавших с тов. Бирюковым автоматчиков упредила немца. Выстрелом из автомата он был убит.

Памятник на могиле В. Я. Бирюкова на семейном кладбище

В дальнейшем Бирюков участвовал в окружении Берлина и на Эльбе встретился с американскими войсками.
Участник парада Победы на Красной площади в 1945 году в составе колонны Героев.
С 1945 года майор Бирюков — в запасе. 8 лет работал председателем Быковского поссовета Раменского района, затем работал в Москве. Жил на станции Отдых в собственном доме. Скончался в 1993 году.
Похоронен на кладбище около родной деревни Аксеново вместе с другими представителями рода Бирюковых.

## Награды
- Медаль «Золотая Звезда», (27.02.1945) [2]
- Орден Ленина,(27.02.1945)[2]
- орден Красного Знамени, (15.09.1944)[2]
- орден Красного Знамени, (03.06.1945)[2]
- орден Красной Звезды, (18.10.1942)[2]
- орден Красной Звезды, (10.10.1943)[2]
- орден Отечественной войны 1 степени, (06.04.1985)[3]
- орден Отечественной войны 1 степени, (15.12.1943)[2]
- орден Отечественной войны 2 степени, (13.03.1943)[2]
- Медаль «За отвагу», (04.04.1943)[2]
- Медаль За победу над Германией[4]

## Память
- На площади Победы в г. Раменское у Вечного огня установлена гранитная плита, на которой высечено имя Василия Бирюкова.